# Kobuleti

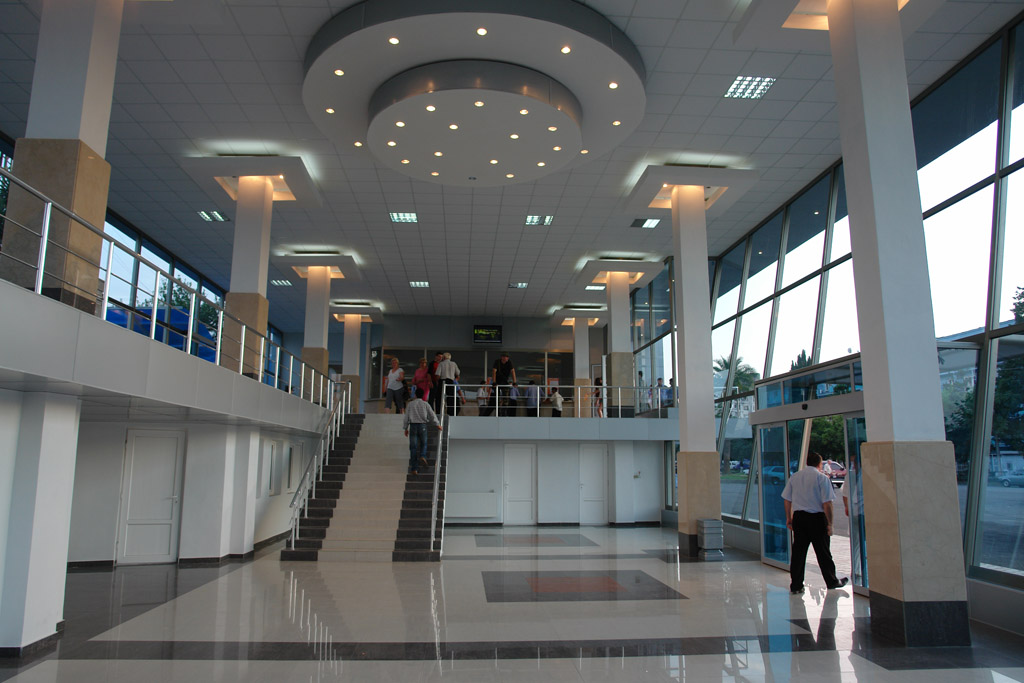
Estació de tren de Kobuleti

Kobuleti (georgià: ქობულეთი, pronunciat  [kʰɔbulɛtʰi] (?·pàg.)) és una ciutat de Geòrgia al sud-oest d'Adjària.
Està situada a la costa oriental del mar Negre. Kobuleti és un destí turístic, visitat anualment pels georgians i molts residents de l'antiga Unió Soviètica.
La zona va estar habitada pels guris des de temps immemorials. A prop de la costa a la vora del riu Kintrishi els científics han descobert monuments del Mesolític i el Neolític. A les torberes de Kobuleti s'han trobat antic assentaments humans que daten d'aproximadament dels mil·lennis v a iii abans de Crist. Materials d'excavacions han confirmat que a l'àrea de la moderna ciutat de Kobuleti fins i tot en temps antics hi havia una ciutat, la vida cultural i econòmica ha estat estretament relacionat amb altres àrees de la mar Negra. La ciutat estava en la ruta comercial de la península de Crimea a Pèrsia i l'Orient Mitjà.
Al segle xii fou constituïda en un eristavi hereditari que fou donat a la família dels antics xas de Xirvan, desposseïts i portats a Geòrgia el 1124. Xaixa Xarvaixidze fou el primer príncep (duc) de Kvabuleti (Kobuleti), i a la seva mort passada la meitat del segle el va succeir el seu fill Otago. Aquest va rebre el 1184 del rei de Geòrgia, les terres d'Abkhàzia com a patrimoni familiar i en endavant foren ducs hereditaris d'Abkhàzia.
Del segle xvii al xix, Kobuleti era un feu de la família Tavdgiridze, primer sota l'autoritat del Principat de Gúria, i després de l'Imperi Otomà. Va ser conegut com a Çürüksu durant el domini otomà.